# Ченковце
Ченковце (слч. Čenkovce, мађ. Csenke) насељено је мјесто са административним статусом сеоске општине (слч. obec) у округу Дунајска Стреда, у Трнавском крају, Словачка Република.

## Становништво
| Година:    | 1994. | 2004.   | 2014.    | 2024.   |
| ---------- | ----- | ------- | -------- | ------- |
| Број људи: | 855   | 821     | 1066     | 1095    |
| Разлика:   |       | -3,97 % | +29,84 % | +2,72 % |

| Година:    | 2023. | 2024.   |
| ---------- | ----- | ------- |
| Број људи: | 1097  | 1095    |
| Разлика:   |       | -0,18 % |

Према подацима о броју становника из 2011. године насеље је имало 1.094 становника.